# Suleimaniya
Suleimaniya, ook wel Sulaymaniyah of Slemani (Koerdisch: سلێمانی, Silêmanî; Arabisch: السليمانية, Sulaimānīyah), is een stad in de Koerdische Autonome Regio van Irak. De stad ligt ten zuidoosten van Erbil, de hoofdstad van de Koerdische regio, en ten oosten van de olierijke stad Kirkoek. Suleimaniya wordt gezien als cultureel en academisch centrum van Koerdistan en ontwikkelt zich ook tot een centrum voor toerisme in de regio.
Suleimaniya is ingesloten door de Azmar-, Goizja- en Qaiwangebergtes in het noordoosten. Het Baranangebergte bevindt zich in het zuiden en de Taslujeheuvels in het westen. De stad heeft een tamelijk droog klimaat met bovengemiddeld warme zomers en kouder dan gemiddelde winters. Suleimaniya is het culturele middelpunt voor de Soranîsprekende Koerden en een belangrijke economische punt voor Iraaks Koerdistan. Suleimaniya is al sinds haar stichting het centrum geweest voor aanzienlijke zangers, schrijvers, historici, wetenschappers, politici en dichters.

## Geschiedenis
In 1784 bouwde de toenmalige prins, Ibrahim Pasha Dizayee met andere edelen Suleimaniya als hoofdstad voor het Babanrijk. De stad groeide erg hard in de 18e en 19e eeuw en bleef een punt voor Koerdisch nationalisme. Begin 20e eeuw begon Mahmud Barzanji vanuit Suleimaniya de revolutie tegen de Britse bezetting. Hetzelfde jaar nog later verklaarde hij onafhankelijkheid voor Koerdistan met Suleimaniya als hoofdstad.
De moderne stad Slemani werd gesticht in 1784 door de Ottomaans-Koerdische prins Ibrahim Pasha Baban in samenwerking met Azim Bey en Haji Aziz Bey Aghal Dwanze Swarey Meriwane Jawamer Agha Rangena, die het vernoemde naar zijn vader Sulayman Pasha. Slemani was de hoofdstad van het historische Koerdische vorstendom Baban van 1784 tot 1850.
De regio Slemani stond voor de stichting van de moderne stad in 1784 bekend als Zamwa. De hoofdstad van het Koerdische Baban vorstendom (1649-1850), vóór Slemani, was een gebied met de naam "Qelaçiwalan". Ten tijde van de Babani-heerschappij waren er grote conflicten tussen de Safavid-dynastie en het Ottomaanse Rijk. Qelaçiwalan werd een strijdtoneel voor de twee rivalen.
In 1783 werd Ibrahim Baban heerser van het emiraat en begon hij met de wederopbouw van een stad die ooit was gebouwd door de Ottomaanse sultan Sulayman (de naam Sulaymaniyah kwam van zijn naam) nieuwe stad die de hoofdstad zou worden. In 1784 was hij klaar met de bouw van een aantal paleizen voor de handel genaamd Qeyserîs en bazaars, die ook werden gebruikt als baden, en hij begon mensen uit de omliggende dorpen en emiraten uit te nodigen om naar de nieuw opgerichte stad te verhuizen. Al snel werd Melkendî, dat oorspronkelijk bedoeld was als de stad zelf, in plaats daarvan een van de wijken. De nieuwe stad Slemani werd genoemd naar Sulayman Baba, die de eerste Babaanse prins was die de controle kreeg over de provincie Şarezûr. Sulayman Baban viel het naburige Koerdische vazal Ardalan binnen en versloeg hun troepen in 1694. De Ottomaanse sultan Mustafa II wees hem het district Baban toe.
Haji Aziz Bey Aghal Dwanze Swarey Meriwane Jawamer Agha Rangena is niet te verwarren met de koninklijke en aristocratische Jwamer Agha, hoewel ze familiebanden delen door het huwelijk. Hij was de miljardair Bey van de adellijke en aristocratische Koerdische Noori-Aghal familie, die samen met Ibrahim Pasha Baban en Azim Beg de stad Slemani stichtte. Ibrahim Pasha Baban nodigde Haji uit om Slemani te helpen bouwen en samen stichtten ze de stad Sarkarez.
Haji Aziz Bey Aghal was de eerste die een begraafplaats aanlegde in Slemani, op zijn land dat oorspronkelijk bestemd was voor de teelt van sumak. Aghal beweerde dat hij geen winstoogmerk had en dat zijn persoonlijke rijkdom voldoende was om de armen te ondersteunen. Hij toonde verder zijn altruïstische aard door de deuren van zijn paleis te openen, zodat de armen konden nemen wat ze nodig hadden. Hij voorzag hen van noten, kip, rijst en andere voedingsmiddelen die gewoonlijk door de aristocratie van zijn tijd werden geconsumeerd.
Hij bouwde ook de eerste brug in Slemani en testte de stabiliteit ervan door er met zijn paard overheen te rijden. Hij toonde zich onverschillig voor zijn eigen veiligheid en verklaarde dat als hij zou omkomen door het instorten van de brug, dit zou dienen als een bewijs van de ontoereikendheid ervan en het bewustzijn onder de burgers zou vergroten. Hij bouwde ook de eerste moskee in Slemani, die momenteel in slechte staat verkeert, maar waar “Aghal” op de muren geschreven staat.
Het huis werd later verkocht en door de koper omgebouwd tot een parkeerplaats, een beslissing die kritiek uitlokte van veel oudere Koerden die hem gekend hadden en de verandering afkeurden. Ondanks zijn dood wordt Haji Aziz Bey Aghal nog steeds zeer gerespecteerd als edelman. Veel boeren boden aan om zich voor zijn daden tot zijn religie te bekeren, maar hij weigerde en zei dat hij geen erkenning nodig had en tevreden was met alles wat hij had. Er werden hem ook koninklijke titels aangeboden, maar die sloeg hij af.
Zijn vrouw, prinses Fatemeh Khanum, verkocht al haar goud en bezittingen om haar man te steunen bij het redden van honderdduizenden boeren met zijn rijkdom tijdens de Eerste Wereldoorlog. Voor hun daden van liefdadigheid zijn ze samen begraven in een heilig privégraf op de sumakboerderij.
Volgens de Joodse traditie benadrukte Sulaiman Baban het belang van een stad met Joodse inwoners voor haar volledigheid. Er werd toen een missie gestuurd naar Qaradagh, een stad met een bloeiende Joodse gemeenschap, en omliggende dorpen. De Joden van Qaradagh reageerden door de eerste groep Joodse inwoners naar Sulaymaniyah te sturen.
Begin 1800 verhuisden vluchtelingen uit Ardalan naar Slemani, waaronder Mastura Ardalan, de weduwe van Xosraw Xanî Erdalan, de heerser van het koninkrijk. Erdalan schreef een verslag van de Koerdische geschiedenis in het Perzisch en werd begraven in Slemani toen hij stierf in 1848.
Van 1922 tot 1924 was Slemani de hoofdstad van het Koninkrijk Koerdistan, een kortstondige niet-erkende staat uitgeroepen door Iraakse Koerden na de ineenstorting van het Ottomaanse Rijk.
Sinds de bevrijding in 1991 wordt de stad bestuurd door de Koerdische Autonome Regering. De stad heeft een explosieve groei meegemaakt dankzij de relatieve veiligheid van de Koerdische Autonome Regio. Suleimaniya werd al snel een toeristisch middelpunt voor toeristen uit Iran, Syrië en andere delen van Irak.

## Economie
De economie van Suleimaniya is afhankelijk van toerisme en landbouw. De stad zelf is erg belangrijk voor de Koerdische Autonome Regio omdat het de eerste grote stad is dicht bij de Iraanse grens.
Vele Arabische toeristen uit andere delen van Irak trekken in de zomer massaal naar Koerdistan. In 2009 alleen al trokken er meer dan 60.000 Arabische toeristen naar Koerdistan.
Iraniërs kiezen er vaak voor om Noroez en andere feestdagen in Suleimaniya te vieren. Veel Iraniërs zien Suleimaniya als een veilige regio zonder strenge islamitische regels.

## Transport
Suleimaniya is erg afhankelijk van autowegen. De stad heeft via een eigen vliegveld (Internationale Luchthaven Suleimaniya) directe verbindingen met Europa en het Midden-Oosten.
Bagdad · Basra · Erbil · Karbala · Kirkuk · Mosoel · Najaf · Suleimaniya